# Remetea Mare
Remetea Mare (in ungherese Temesremete o Oláhremete, in tedesco Grossremete) è un comune della Romania di 2148 abitanti, ubicato nel distretto di Timiș, nella regione storica del Banato. 
Il comune è formato dall'unione di 2 villaggi: Ianova e Remetea Mare.
Ai primi del 2008 si sono staccati da Remetea Mare i villaggi di Bazoșu Nou e Bucovăț, andati a formare il comune di Bucovăț.